# La Baffe
La Baffe é uma comuna francesa na região administrativa do Grande Leste, no departamento de Vosges. Estende-se por uma área de 9.01 km², e possui 620 habitantes, segundo o censo de 2018, com uma densidade de 69 hab/km².